# Szilasi Alex
Szilasi Alex (Parma, 1968. december 15. –) Liszt Ferenc-díjas magyar zongoraművész.

## Élete
Első fellépésére 9 évesen került sor, miután megnyerte az országos zeneiskolai versenyt. Zenei tanulmányait a budapesti Bartók Béla Zeneművészeti Szakközépiskolában, majd a Liszt Ferenc Zeneművészeti Egyetemen folytatta, Rados Ferenc, Falvai Sándor és Solymos Péter vezetése alatt. Zongoraművészi diplomáját 1993-ban szerezte. Zongoraművészként fellépett Ausztria, Svájc, Németország, Franciaország, Olaszország, Törökország, Anglia, Oroszország, Dél-Korea, Kanada, az Amerikai Egyesült Államok és Lengyelország számos koncerttermében. 1991-ben a „Magyar Rádió szólistája” címet kapta, 1994-ben elnyerte az olaszországi GIA ösztöndíjat, 1995-ben Milánóban Kawai-díjjal tüntették ki. 2005-ben kitüntették a Kölcsey-díjjal, 2007-ben neki ítélték az Akadémiai Klub Egyesület 2006-os Művészeti Díját, 2008 decemberében az év muzsikusaként megkapta a Gramofon-díjat. 2010-ben  megkapta a lengyel "Chopin 2010" Évfordulós Bizottság „Chopin útlevelét”. 2011-ben a Lengyel Köztársaság Kulturális Örökség minisztere a Lengyel Kultúráért Érdemrendet adományozta a művésznek a Chopin bicentenáriumi év során végzett művészeti teljesítményéért és a lengyel kultúra külföldi népszerűsítéséért tett erőfeszítéseiért.
1993 óta mesterkurzusokat tart magyarországi és külföldi felsőoktatási intézményekben. 1996 tól 3 évig Dél-Koreában a Taegu Egyetem tanszékvezető professzora volt. Meghívottja számos hazai és nemzetközi zenei fesztiválnak. A budapesti Művészetek Palotája megnyitását követően 2005. április 28-án Chopin-Pleyel-Szilasi című zenekari estjével elsők között adott hangversenyt az új koncertteremben. Ekkor indította útnak a 2010-es Chopin-bicentenáriumra készülő nemzetközi rendezvénysorozatát, melynek része Chopin életművének hangzó rögzítése Pleyel zongorákon, illetve kotta első kiadásainak fakszimile megjelentetése a francia Éditions Fuzeau együttműködésével. 2011-től a varsói Chopin Intézettel együttműködve folytatja zenetörténeti kutatásait, hangfelvételek készítésével, Chopin korabeli zongorák felkutatásával és hangzásuk hiteleshez közelálló bemutatásával.
2001 óta az Editions Fuzeau 19. sz-i zongoraműveket megjelentető sorozatának megbízott igazgatója. 2004 óta az MTA dísztermében az Akadémiai Klub Egyesülettel közös szervezésben évi négy hangversenyen mutatja be a romantika zongorairodalmának mesterdarabjait, köztük 2005 és 2010 között Frédéric Chopin teljes életművét. Tevékenyen részt vesz Chopin életművének népszerűsítésében, szerkesztője és közreadója több idegen nyelven megjelent Chopin életrajz magyar kiadásának (Barbara Smolenska-Zielinska: Chopin - /Európa 2009/, Liszt Ferenc: Chopin /Gondolat 2010/).
2005-ben Práczky Istvánnal megalapította a Zeneszalon Kft.-t, melynek célja a szalonkultúra szellemi és tárgyi környezetének felelevenítése. 2004 óta számos intézmény szalonéletének elindítója (Pázmány Péter Katolikus Egyetem Jog- és Államtudományi Kar, Szépművészeti Múzeum, MTA Akadémiai Klub). Tanít többek között a Károli Gáspár Református Egyetemen  és kiemelkedő szerepet vállal a hazai zongorapark megújításában és értékeinek feltárásában.
2017 óta a Gödöllői Liszt Fesztivál zenei igazgatója.

## Jelentősebb díjai
- Kawai-díj (1995)
- Kölcsey-díj (2005)
- Akadémiai Klub Egyesület Művészeti Díj (2006)
- Gramofon-díj (2008)
- Chopin Passport (2010)
- A Lengyel Kultúráért Érdemrend (2011)
- Magyar Arany Érdemkereszt (2012)
- Liszt Ferenc-díj (2019)
- A Magyar Érdemrend lovagkeresztje (2024)[1]

## Diszkográfia
- Schubert: Piano Sonatas (Artonus 2001)[halott link]
- Pierre Max Dubois: Kamarazene fuvolával (Ittzés Gergely, Ittzés Zsuzsanna [fuvola, piccolo], Szentpáli Roland, Papp Sándor [tuba], TeTraVERSI fuvolanégyes, Solti Kamarazenekar, vezényel: Gábor Ferenc) (2003) Hungaroton HCD 32289
- Chopin műveinek bicentenáriumi összkiadása Hungaroton
  - Chopin: Valses (Hungaroton 2006) Archiválva 2020. október 23-i dátummal a Wayback Machine-ben
  - Chopin: Mazurkas (Hungaroton 2009) Archiválva 2020. október 22-i dátummal a Wayback Machine-ben
  - Chopin: Polonaises (Hungaroton 2009) Archiválva 2020. szeptember 29-i dátummal a Wayback Machine-ben
  - Chopin: Nocturnes (NIFCCD 032)
  - Chopin: Berceuse, barcarolle (Hungaroton 2010) Archiválva 2020. augusztus 5-i dátummal a Wayback Machine-ben
  - Frédéric Chopin: Dalok (Alicja Węgorzewska-Whiskerd [mezzoszoprán]) (2010) HCD 32474

## Könyve
- Hogy van, Művész Úr? Budapest, 2002. PolgART. ISBN 9639306177